# Рыбачук, Олег Борисович
Оле́г Бори́сович Рыбачу́к (род. 22 апреля 1958, Погребище, Погребищенский район, Винницкая область) — украинский политический и государственный деятель.
С февраля по сентябрь 2005 — вице-премьер Украины по вопросам европейской интеграции (в правительстве Юлии Тимошенко). 8 сентября 2005 был назначен на должность государственного секретаря Украины (руководителя секретариата президента) вместо Александра Зинченко. Осенью 2006 его на этом посту сменил Виктор Балога.

## Биография
Родился 22 апреля 1958 года.
Окончил романо-германский факультет Киевского университета (по специальности переводчик) и Институт народного хозяйства.
Пять лет работал в Индии по контракту «Зарубежнефтестроя», служил в Киевбиржбанке, возглавлял отдел внешних связей Национального банка Украины.
В 1992 году познакомился с Ющенко.
В 2001—2002 годах руководил крупным банком в Греции. Утверждает, что живёт на проценты со средств, заработанных за это время.
На парламентских выборах 2002 года вошел в список блока Ющенко «Наша Украина». Был избран в Верховную Раду, где возглавил депутатскую группу «Разом» («Вместе»). Рыбачука называют «антикризисным менеджером» команды Ющенко. Рыбачук и Ющенко дружат семьями.

## Деятельность в правительстве Юлии Тимошенко

### Программа действий
9 февраля 2005 в интервью газете «Известия» Рыбачук изложил программу своей деятельности:
- В каждом министерстве будет создан евродепартамент. К концу февраля министры должны будут подготовить программы евроинтеграции их ведомств. В наших структурах будут работать молодые люди, у которых нет советского опыта жизни, но имеется международное экономическое образование.
- До конца 2005 года Украина намерена вступить во Всемирную торговую организацию — причём сделать это раньше России — и получить статус страны с рыночной экономикой. Максимальный срок принятия Украины в Евросоюз — 10 лет.
- Украина не намерена отказываться от сближения с Россией в смысле снятия торговых барьеров, но принципиально поменяет политику в отношении России: «Мы не станем фестивалить, мы будем меньше пить и целоваться за столами. Россияне не будут говорить, что они почти украинцы, а мы — что почти русские. Мы станем двумя народами, каждый из которых отстаивает свои интересы… Мы будем говорить с Москвой на равных. Это показал первый президентский визит Ющенко в Россию. Надо сказать россиянам: мы ваши партнеры, но намерены делать только то, что нам выгодно».
- Если документы о создании ЕЭП будут противоречить евроинтеграции Украины, Украина откажется их исполнять.

## Личная жизнь
Женат, имеет дочь и сына.